# Meulestede

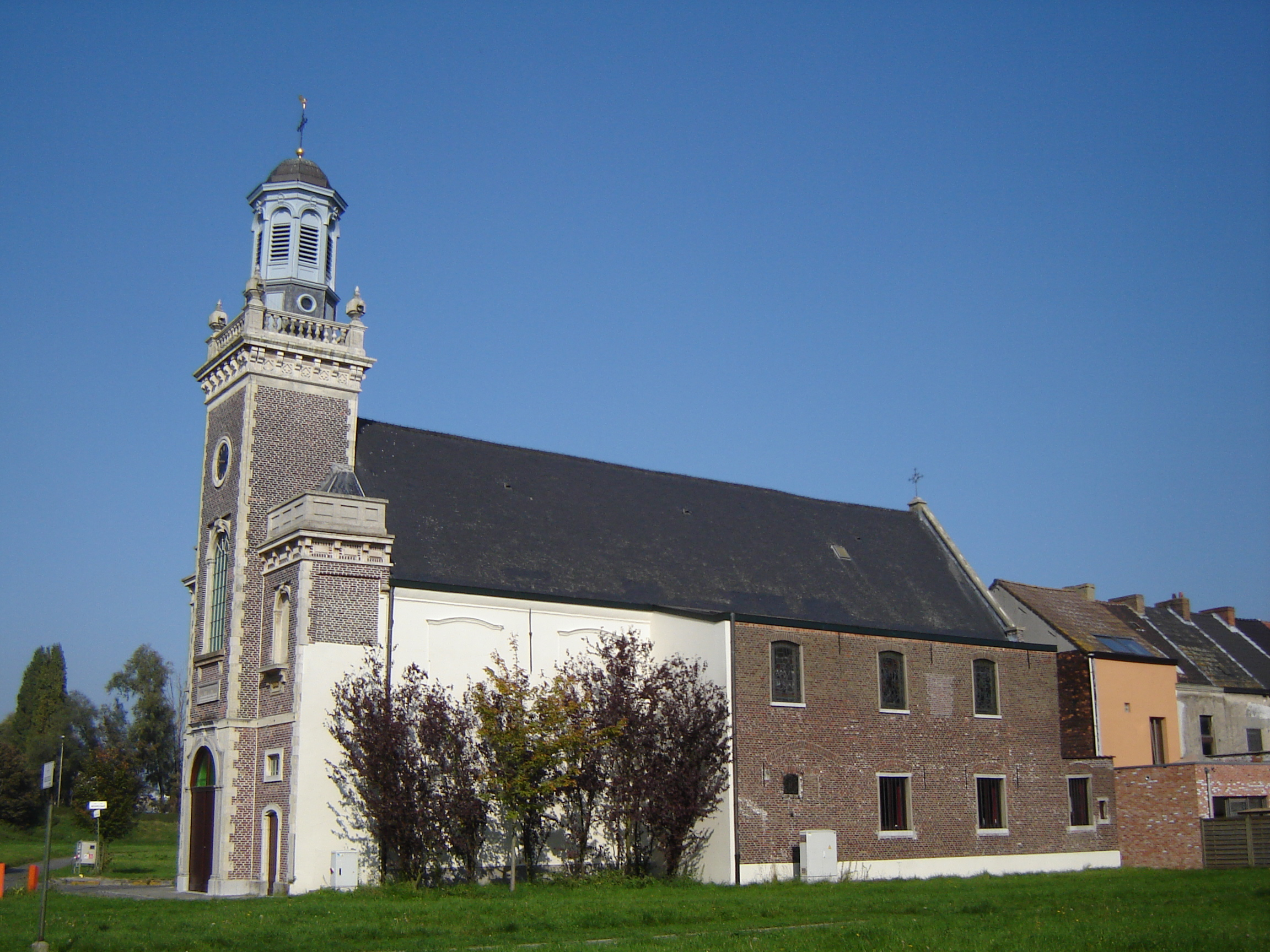
Sint-Antonius Abtkerk (Meulestede)

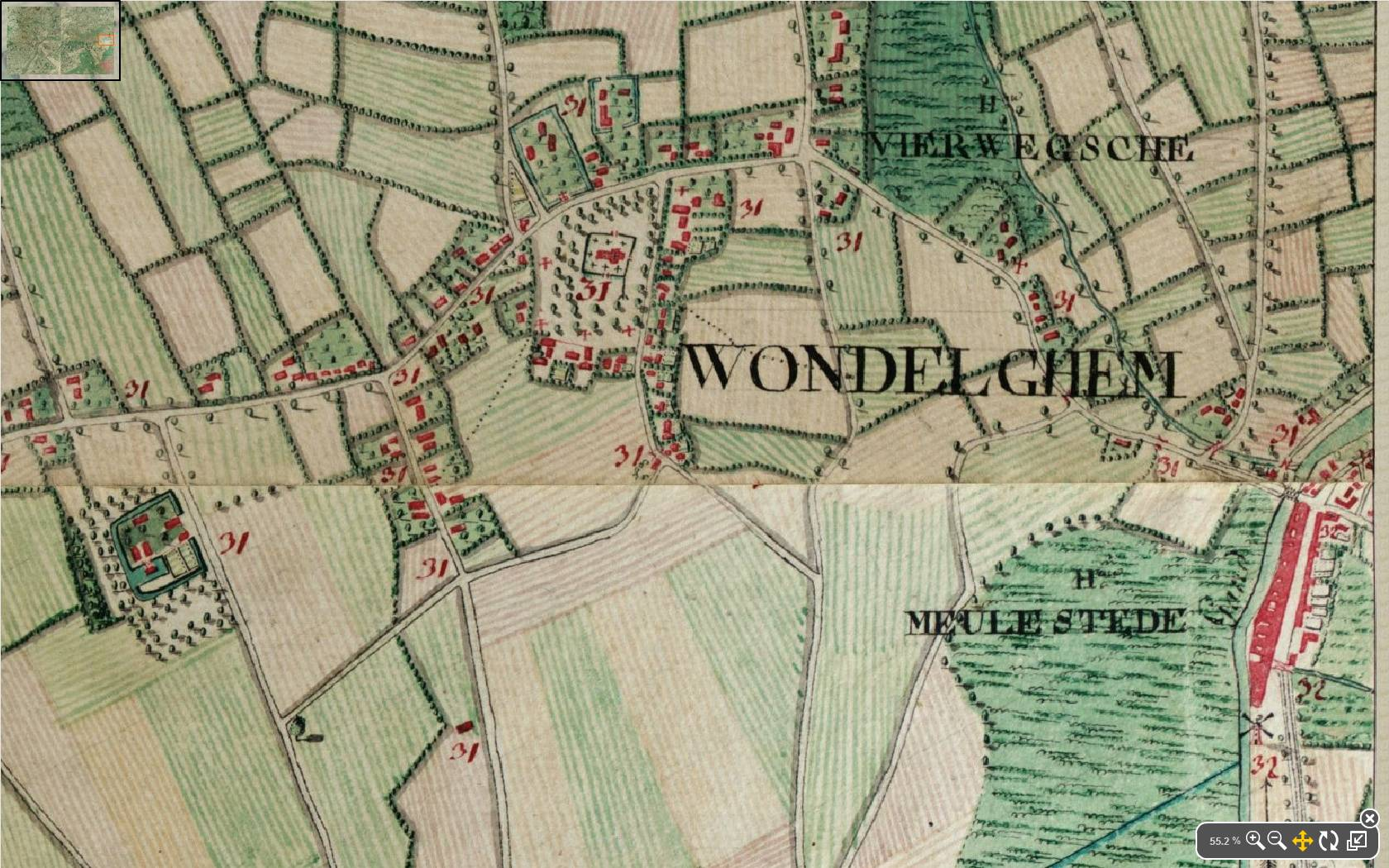
Meulestede op de Ferrariskaart

Meulestede is een wijk in de Belgische stad Gent.

## Geschiedenis
Meulestede was oorspronkelijk een bewoonde agglomeratie die buiten de oorspronkelijke stadsmuren uit de late middeleeuwen lag. Het was drassig gebied waar landbouw werd bedreven en de verbinding met de stad liep via een oude landweg, mogelijk een dijkweg. Deze Meulesteedsesteenweg vormde de kern van de oorspronkelijke lintbebouwing. Tijdens de industriële revolutie werd de voorhaven aangelegd en werd de bewoning intensiever. Er kwamen nijverheidsgebouwen en kleine fabrieken en daarbij rijtjeswoningen om de nieuwe arbeidersbevolking te huisvesten. De landelijke omgeving verstedelijkte snel en de buurt werd dichtbevolkt en arbeiders leefden in overbevolkte kleine woningen. In de twintigste eeuw verplaatste de haven zich naar het noorden en kwam de buurt in verval. Eind vorige eeuw werd er geïnvesteerd in het opknappen van de buurt door herinrichting van de infrastructuur, het opknappen van panden en het slopen van krotten.

## Geografisch
De wijk ligt net ten noordwesten van het historisch stadscentrum, in het verlengde van de wijk Muide. Meulestede ligt samen met Muide aan het begin van de Gentse haven en de Voorhaven. Ten oosten liggen dokken van Gentse zeehaven, met bijhorende industrie. Ten westen ligt Wondelgem.
Het gebied heeft vooral laagbouw, arbeiderswoningen en sociale woningen. De Meulesteedsesteenweg door het gebied is via Muide een oude noordelijke invalsweg van Gent. Aan het Redersplein in het noorden staat de parochiekerk gewijd aan Sint-Antonius Abt. Sociaal gezien zijn er buurtrestaurants, een dienstencentrum en buurtwerkorganisaties actief.

## Verenigingen
- vzw Meulestede is een vereniging die eigenaar is van het Cultureel Centrum Meulestede. Elke vereniging van Meulestede kan lid worden en is dan ook mede-eigenaar van het Cultureel centrum.
- Vrienden van Meulestede - een vereniging van buurtbewoners en sympatisanten die bekend is door het organiseren van Meulestee Koerse.
- Dekenij Meulestede - Organisator van de kermis begin september en bestaat uit een kernbestuur en twee gebuurtebonden: De kuip, Driemasterstraat.
- Meulestee Markt - feitelijke vereniging die een wekelijkse boerenmarkt organiseert op zaterdagochtend.
- Oxot - socio-creatieve vereniging
- Scouts Sint-Antonius
- CC Meulestede

## Bekende personen
- Paul-Gustave van Hecke
- Frederik Sioen
- Pieter-Jan De Smet
- Jan Van Der Veken
- Willem Boel
- Berlinde De Bruyckere